# Periodo Shōwa
Il periodo Shōwa (昭和時代 Shōwa jidai, letteralmente "periodo di pace illuminata"), o era Shōwa, è l'era di storia giapponese corrispondente al regno dell'Imperatore Hirohito; è compreso tra il 25 dicembre 1926 e il 7 gennaio 1989. È stato il regno più lungo tra tutti quelli degli imperatori giapponesi.
Il periodo Shōwa può essere suddiviso in due momenti storici differenti, durante i quali il Giappone ha vissuto grandi rivolgimenti:
- nel primo ventennio, tra il 1926 e il 1945, in seguito agli avvenimenti succeduti alla prima guerra mondiale (guerra civile cinese, crisi del capitalismo liberale, minaccia sovietica), in Giappone si sviluppò un forte ultranazionalismo militarista e imperialista. Esso si manifestò con l'espansione dei confini territoriali (nel 1937 il Giappone entrò per la seconda volta in guerra contro la Cina e nel 1941 entrò nella seconda guerra mondiale, alleandosi all'Italia fascista e alla Germania nazista, attaccando gli Stati Uniti d'America a Pearl Harbor. Nei primi giorni dell'agosto del 1945, il Giappone subì gli unici due attacchi atomici della storia, che portarono alla sua resa totale ed alla perdita di tutte le conquiste esterne all'arcipelago.
- tra il 1945 e il 1989, il periodo Shōwa vide dapprima la ricostruzione del paese, dai danni subiti durante la guerra e la formazione di un regime di tipo democratico, alleato agli Stati Uniti; quindi, a partire dagli anni cinquanta, un enorme sviluppo economico, basato soprattutto sull'esportazione di prodotti altamente tecnologici, che portò il Giappone a diventare la seconda economia al mondo.

Preceduto dal periodo Taishō, è stato seguito dal periodo Heisei.

## Storia

### L'incidente Mukden e la conferenza Washington
L'incidente fu in realtà un attentato compiuto contro una ferrovia giapponese, ma fu orchestrato e portato a termine dagli stessi giapponesi, al fine di accusare il governo cinese e avere la scusa per annettere la Manciuria.

### Nascita del nazionalismo
Di fronte ai cambiamenti della Prima Guerra Mondiale, l'apparizione dell'Unione Sovietica comunista e la sua espansione politica verso la Cina, il Giappone sviluppò una politica molto reazionaria e militarista, alimentata anche dalle ambizioni di espansione e dalla necessità di trovare nuovi mercati e materie prime; questo atteggiamento porterà il paese verso il conflitto con la Cina, l'alleanza con Italia fascista e Germania nazista e la partecipazione al secondo conflitto mondiale.

### Seconda guerra mondiale
Nonostante fosse legato da un patto con tedeschi ed italiani, il Giappone restò fuori dalla guerra fino al dicembre del 1941, quando attaccò senza preavviso la flotta statunitense nel Pacifico di stanza a Pearl Harbor; l'attacco venne seguito da una dichiarazione formale di guerra contro gli Stati Uniti, completata da altre contro i paesi alleati, come la Gran Bretagna (con cui i giapponesi si scontreranno durante l'espansione nel sud-est asiatico verso l'India). Colti di sorpresa, gli americani reagirono e passarono all'offensiva, respingendo il nemico in battaglie come quella delle Midway; la guerra si svolse da qui spesso a favore degli Stati Uniti fino a metà del 1945.

### Sconfitta e occupazione Alleata
Il 6 agosto e il 9 agosto 1945, l'aviazione statunitense sganciò le prime atomiche su Hiroshima e Nagasaki; di fronte alla devastazione della nuova arma, l'imperatore Hirohito ordinò la resa (solo l'imperatore poteva dare l'ordine di arrendersi, altrimenti la popolazione e le forze armate avrebbero combattuto ad oltranza); l'esercito americano occupò il paese sotto il comando del generale Douglas MacArthur, che riorganizzò la struttura pubblica, istituzionale e militare del Giappone, con una nuova costituzione più democratica e l'alleanza con gli Stati Uniti. Al Giappone fu vietato per molto tempo di avere Forze Armate stabili.

### Il "miracolo" giapponese
Il paese cominciò ad orientarsi verso la produzione industriale di beni di consumo, concentrandosi molto sull'elettronica che diventò uno dei principali prodotti esportati. Il volto della nazione divenne più moderno con la costruzione di grattacieli e il passaggio ad uno stile di vita occidentale.